# Nagant
Nagant eller Fabrique d'armes Émile et Léon Nagant var en belgisk virksomhed stiftet af brødrene Émile og Léon Nagant i Liège Belgien i 1859. Virksomheden fremstillede først skydevåben og siden biler fra 1900-1928. Fabrikken startede med at bygge biler på licens fra Gobron-Brillié.
Nagant er bedst kendt for Émile's bidrag til udformningen af det russiske repetergevær Mosin-Nagant fra 1891.